# 桥南街道 (宝鸡市)
桥南街道，是中华人民共和国陕西省宝鸡市渭滨区下辖的一个乡镇级行政单位。

## 行政区划
桥南街道下辖以下地区：
广元路南社区、中滩路社区、开发区社区、七一零七社区、北照社区、文理学院社区、相家庄社区、宝鸡师范学校社区、中铁一局三公司社区、公园路社区、中铁一局五公司社区、市制药机械厂社区、川陕路社区、省安装公司一公司社区、省开关厂社区、宝光社区、市一建社区和宝华公司社区。